# Chelipoda
Chelipoda är ett släkte av tvåvingar. Chelipoda ingår i familjen dansflugor.

## Bildgalleri

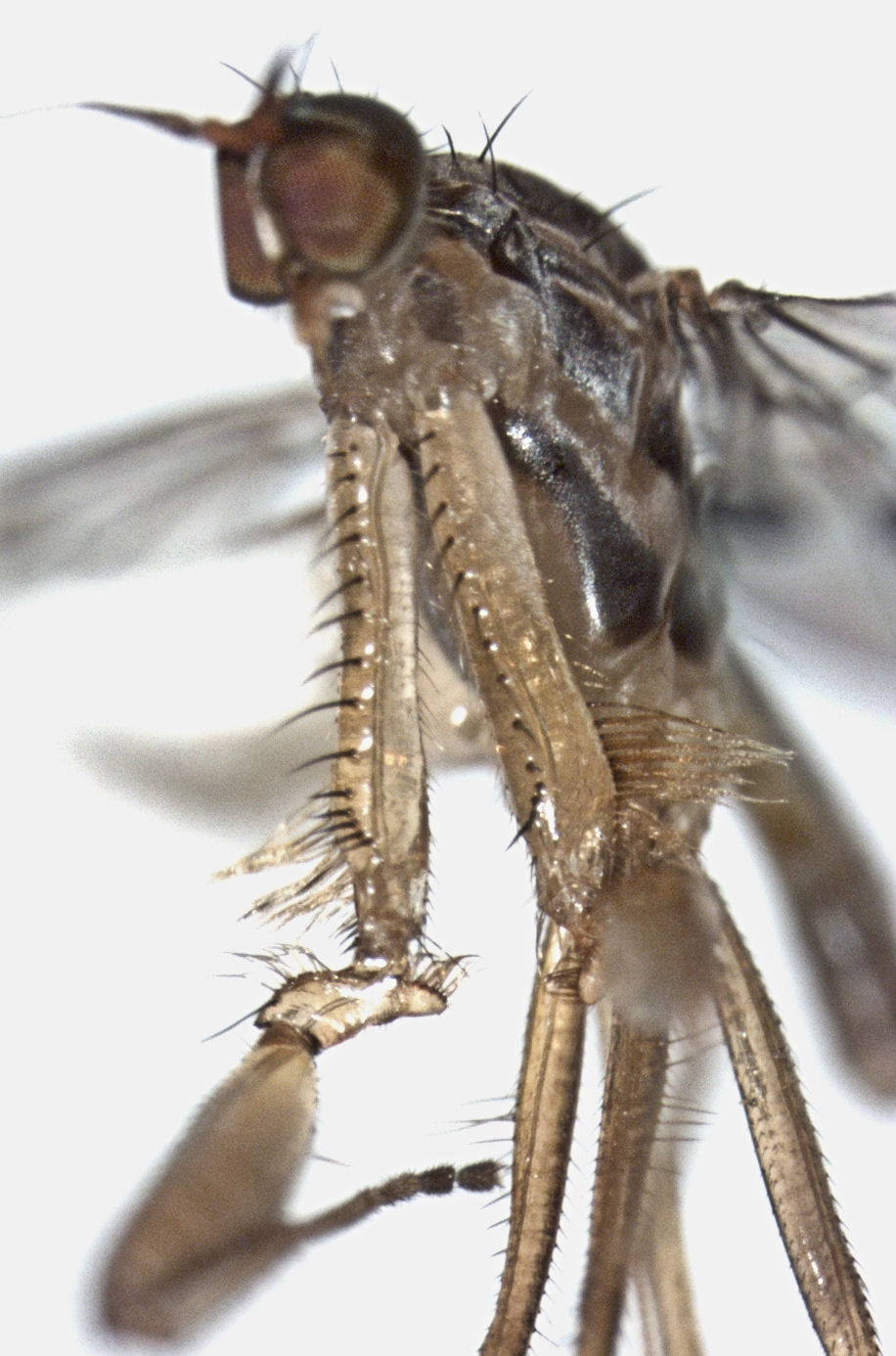
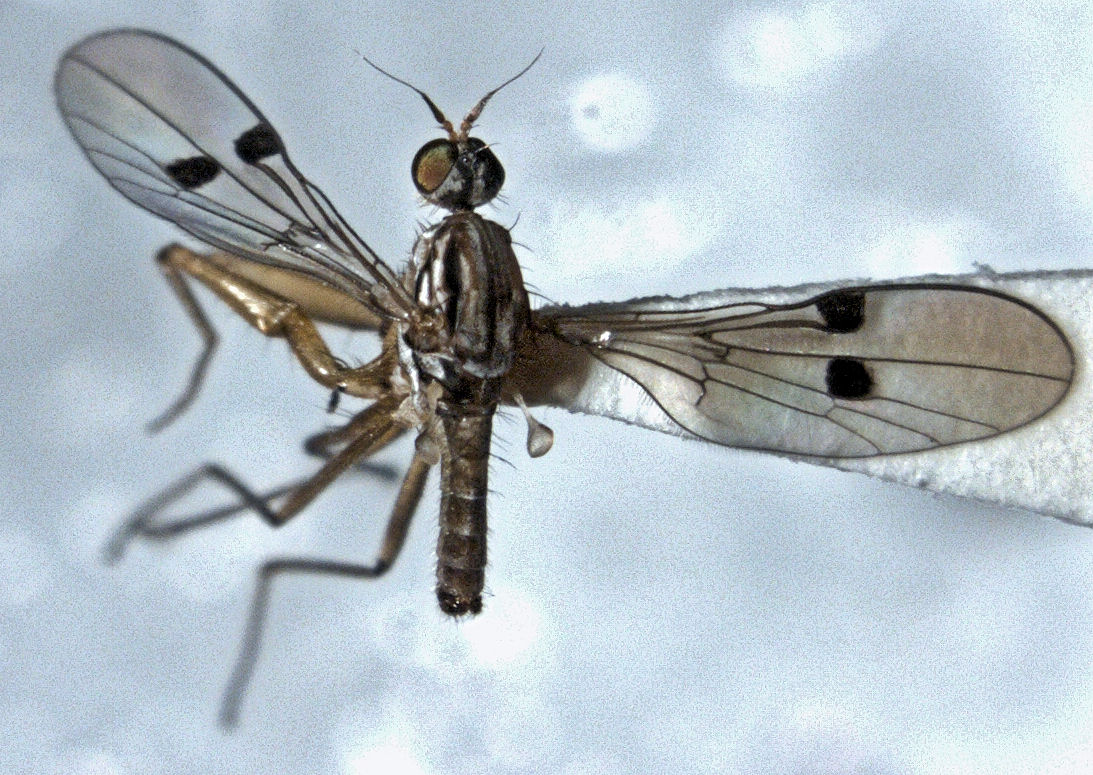

## Dottertaxa tillChelipoda, i alfabetisk ordning[1][2]
- Chelipoda abdita
- Chelipoda abjecta
- Chelipoda albiseta
- Chelipoda arcta
- Chelipoda aritarita
- Chelipoda atrocitas
- Chelipoda australpina
- Chelipoda basalis
- Chelipoda brevipennis
- Chelipoda consignata
- Chelipoda contracta
- Chelipoda coreana
- Chelipoda cornigera
- Chelipoda cycloseta
- Chelipoda delecta
- Chelipoda didhami
- Chelipoda digressa
- Chelipoda dominatrix
- Chelipoda elongata
- Chelipoda ferocitrix
- Chelipoda fimbriata
- Chelipoda flavida
- Chelipoda fuscicornis
- Chelipoda fusciseta
- Chelipoda fuscoptera
- Chelipoda gansuensis
- Chelipoda gracilis
- Chelipoda hamatilis
- Chelipoda hubeiensis
- Chelipoda inconspicua
- Chelipoda indica
- Chelipoda inexpectata
- Chelipoda inexspectata
- Chelipoda intermedia
- Chelipoda interposita
- Chelipoda keta
- Chelipoda lateralis
- Chelipoda limitaria
- Chelipoda longicornis
- Chelipoda lyneborgi
- Chelipoda macrostigma
- Chelipoda mediolinea
- Chelipoda menglunana
- Chelipoda mengyangana
- Chelipoda mexicana
- Chelipoda mirabilis
- Chelipoda moderata
- Chelipoda modica
- Chelipoda mollis
- Chelipoda monorhabdos
- Chelipoda nigrans
- Chelipoda nigraristata
- Chelipoda oblata
- Chelipoda oblinita
- Chelipoda obtusipennis
- Chelipoda otiraensis
- Chelipoda parva
- Chelipoda petiolata
- Chelipoda praestans
- Chelipoda puhihiroa
- Chelipoda rakiuraensis
- Chelipoda rangopango
- Chelipoda recurva
- Chelipoda remissa
- Chelipoda rhabdoptera
- Chelipoda secreta
- Chelipoda shennongana
- Chelipoda sicaria
- Chelipoda sichuanensis
- Chelipoda sinensis
- Chelipoda subflava
- Chelipoda tainuia
- Chelipoda tangerina
- Chelipoda trepida
- Chelipoda tribulosus
- Chelipoda truncata
- Chelipoda ulrichi
- Chelipoda ultraferox
- Chelipoda venatrix
- Chelipoda vittata
- Chelipoda vocatoria
- Chelipoda wudangensis
- Chelipoda xanthocephala